# 야마시나구
야마시나구(일본어: 山科区)는 일본 교토부 교토시를 구성하는 11개 구 중 하나이다. 교토시 동쪽에 있는 야마시나 분지의 북부와 주변 산지를 구의 범위로 하고 있다.

## 지리
히가시산에 의해 교토 분지와, 오토와산과 다이고산(가사토리산) 등에 의해 오미 분지와 가로막혀 있다. 예로부터 교토와 간토 지방을 묶는 교통의 요충지였다.
이전에는 시가현과의 현 경계에 위치한 농촌이었지만 현재는 교토 시가지와 오사카의 주택 지역이 되어 타지역으로부터의 전입자도 많다.
동쪽은 시가현 오쓰시와의 현 경계에 접하고 있어 오쓰와의 관계도 깊다. 또 남쪽은 후시미구 다이고 지구와 접하고 있고 야마시나구와 동일한 생활권이나 경제권을 형성하고 있다. 야마시나구와 다이고 지구와의 관계는 후시미구 중심부와 다이고 지구의 관계보다 깊다고 여겨진다.

## 역사
- 1889년 4월 1일 - 정촌제 시행과 함께 우지군 야마시나촌이 성립하였다.
- 1926년 10월 16일 - 야마시나촌이 정으로 승격해 야마시나정이 되었다.
- 1931년 4월 1일 - 우지군 야마시나정이 교토시 히가시야마구에 편입되었다.
- 1951년 6월 - 히가시야마구청 야마시나 출장소가 성립하였다.
- 1976년 10월 1일 - 히가시야마구에서 분구되어 야마시나구가 되었다.

## 교통

### 철도
- 서일본 여객철도
  - 도카이도 본선(비와코선)
    - (← 시모교구 교토역) - 야마시나역 - (오쓰시 오쓰역 →)

  - 고세이선
    - (← 시모교구 교토역) - 야마시나역 - (오쓰시 오쓰쿄역 →)

- 게이한 전기 철도
  - 게이신선
    - 미사사기역 - 게이한야마시나역 - 시노미야역 - (오쓰시 오이와케역 →)

- 교토시 교통국(교토 시영 지하철)
  - 도자이선
    - (← 히가시야마구 게아게역) - 미사사기역 - 야마시나역 - 히가시노역 - 나기쓰지역 - 오노역 - (후시미구 다이고역 →)

### 도로
- 한신 고속도로
- 메이신 고속도로
- 국도 제1호선

## 인구
| 연도  | 인구    | ±%    |
| ----- | ------- | ----- |
| 1980  | 136,318 | —     |
| 1990  | 136,070 | −0.2% |
| 2000  | 137,624 | +1.1% |
| 2010  | 136,045 | −1.1% |
| 2015  | 135,471 | −0.4% |
| 출처: |         |       |